# Llista d'asteroides/70601–70700
| Nom           | Designació provisional | Data de descobriment | Lloc de descobriment | Descobridor/s |
| ------------- | ---------------------- | -------------------- | -------------------- | ------------- |
| 70601 -       | 1999 TM187             | 12 d'octubre, 1999   | Socorro              | LINEAR        |
| 70602 -       | 1999 TD188             | 12 d'octubre, 1999   | Socorro              | LINEAR        |
| 70603 -       | 1999 TA189             | 12 d'octubre, 1999   | Socorro              | LINEAR        |
| 70604 -       | 1999 TA190             | 12 d'octubre, 1999   | Socorro              | LINEAR        |
| 70605 -       | 1999 TN191             | 12 d'octubre, 1999   | Socorro              | LINEAR        |
| 70606 -       | 1999 TC195             | 12 d'octubre, 1999   | Socorro              | LINEAR        |
| 70607 -       | 1999 TU195             | 12 d'octubre, 1999   | Socorro              | LINEAR        |
| 70608 -       | 1999 TC197             | 12 d'octubre, 1999   | Socorro              | LINEAR        |
| 70609 -       | 1999 TF198             | 12 d'octubre, 1999   | Socorro              | LINEAR        |
| 70610 -       | 1999 TH198             | 12 d'octubre, 1999   | Socorro              | LINEAR        |
| 70611 -       | 1999 TB199             | 12 d'octubre, 1999   | Socorro              | LINEAR        |
| 70612 -       | 1999 TH200             | 12 d'octubre, 1999   | Socorro              | LINEAR        |
| 70613 -       | 1999 TG201             | 13 d'octubre, 1999   | Socorro              | LINEAR        |
| 70614 -       | 1999 TF204             | 13 d'octubre, 1999   | Socorro              | LINEAR        |
| 70615 -       | 1999 TZ204             | 13 d'octubre, 1999   | Socorro              | LINEAR        |
| 70616 -       | 1999 TD205             | 13 d'octubre, 1999   | Socorro              | LINEAR        |
| 70617 -       | 1999 TN209             | 14 d'octubre, 1999   | Socorro              | LINEAR        |
| 70618 -       | 1999 TP209             | 14 d'octubre, 1999   | Socorro              | LINEAR        |
| 70619 -       | 1999 TY211             | 15 d'octubre, 1999   | Socorro              | LINEAR        |
| 70620 -       | 1999 TF213             | 15 d'octubre, 1999   | Socorro              | LINEAR        |
| 70621 -       | 1999 TC214             | 15 d'octubre, 1999   | Socorro              | LINEAR        |
| 70622 -       | 1999 TO215             | 15 d'octubre, 1999   | Socorro              | LINEAR        |
| 70623 -       | 1999 TP215             | 15 d'octubre, 1999   | Socorro              | LINEAR        |
| 70624 -       | 1999 TS215             | 15 d'octubre, 1999   | Socorro              | LINEAR        |
| 70625 -       | 1999 TA216             | 15 d'octubre, 1999   | Socorro              | LINEAR        |
| 70626 -       | 1999 TL216             | 15 d'octubre, 1999   | Socorro              | LINEAR        |
| 70627 -       | 1999 TU216             | 15 d'octubre, 1999   | Socorro              | LINEAR        |
| 70628 -       | 1999 TE217             | 15 d'octubre, 1999   | Socorro              | LINEAR        |
| 70629 -       | 1999 TC218             | 15 d'octubre, 1999   | Socorro              | LINEAR        |
| 70630 -       | 1999 TJ219             | 1 d'octubre, 1999    | Catalina             | CSS           |
| 70631 -       | 1999 TY219             | 1 d'octubre, 1999    | Catalina             | CSS           |
| 70632 -       | 1999 TN220             | 1 d'octubre, 1999    | Catalina             | CSS           |
| 70633 -       | 1999 TG223             | 12 d'octubre, 1999   | Socorro              | LINEAR        |
| 70634 -       | 1999 TR223             | 2 d'octubre, 1999    | Socorro              | LINEAR        |
| 70635 -       | 1999 TX227             | 1 d'octubre, 1999    | Kitt Peak            | Spacewatch    |
| 70636 -       | 1999 TH230             | 3 d'octubre, 1999    | Catalina             | CSS           |
| 70637 -       | 1999 TK230             | 3 d'octubre, 1999    | Socorro              | LINEAR        |
| 70638 -       | 1999 TY232             | 7 d'octubre, 1999    | Catalina             | CSS           |
| 70639 -       | 1999 TO236             | 3 d'octubre, 1999    | Catalina             | CSS           |
| 70640 -       | 1999 TR239             | 4 d'octubre, 1999    | Catalina             | CSS           |
| 70641 -       | 1999 TS240             | 4 d'octubre, 1999    | Catalina             | CSS           |
| 70642 -       | 1999 TD242             | 4 d'octubre, 1999    | Catalina             | CSS           |
| 70643 -       | 1999 TE242             | 4 d'octubre, 1999    | Catalina             | CSS           |
| 70644 -       | 1999 TU242             | 4 d'octubre, 1999    | Catalina             | CSS           |
| 70645 -       | 1999 TE243             | 5 d'octubre, 1999    | Anderson Mesa        | LONEOS        |
| 70646 -       | 1999 TE244             | 7 d'octubre, 1999    | Catalina             | CSS           |
| 70647 -       | 1999 TN244             | 7 d'octubre, 1999    | Catalina             | CSS           |
| 70648 -       | 1999 TY245             | 7 d'octubre, 1999    | Catalina             | CSS           |
| 70649 -       | 1999 TB246             | 8 d'octubre, 1999    | Catalina             | CSS           |
| 70650 -       | 1999 TM247             | 8 d'octubre, 1999    | Catalina             | CSS           |
| 70651 -       | 1999 TV248             | 8 d'octubre, 1999    | Catalina             | CSS           |
| 70652 -       | 1999 TB249             | 8 d'octubre, 1999    | Catalina             | CSS           |
| 70653 -       | 1999 TP254             | 8 d'octubre, 1999    | Socorro              | LINEAR        |
| 70654 -       | 1999 TN255             | 9 d'octubre, 1999    | Kitt Peak            | Spacewatch    |
| 70655 -       | 1999 TR256             | 9 d'octubre, 1999    | Socorro              | LINEAR        |
| 70656 -       | 1999 TF257             | 9 d'octubre, 1999    | Socorro              | LINEAR        |
| 70657 -       | 1999 TW258             | 9 d'octubre, 1999    | Socorro              | LINEAR        |
| 70658 -       | 1999 TZ260             | 13 d'octubre, 1999   | Kitt Peak            | Spacewatch    |
| 70659 -       | 1999 TZ265             | 3 d'octubre, 1999    | Socorro              | LINEAR        |
| 70660 -       | 1999 TV270             | 3 d'octubre, 1999    | Socorro              | LINEAR        |
| 70661 -       | 1999 TS274             | 6 d'octubre, 1999    | Socorro              | LINEAR        |
| 70662 -       | 1999 TR282             | 9 d'octubre, 1999    | Socorro              | LINEAR        |
| 70663 -       | 1999 TG284             | 9 d'octubre, 1999    | Socorro              | LINEAR        |
| 70664 -       | 1999 TE286             | 10 d'octubre, 1999   | Socorro              | LINEAR        |
| 70665 -       | 1999 TF286             | 10 d'octubre, 1999   | Socorro              | LINEAR        |
| 70666 -       | 1999 TW286             | 10 d'octubre, 1999   | Socorro              | LINEAR        |
| 70667 -       | 1999 TJ287             | 10 d'octubre, 1999   | Socorro              | LINEAR        |
| 70668 -       | 1999 TB288             | 10 d'octubre, 1999   | Socorro              | LINEAR        |
| 70669 -       | 1999 TT290             | 10 d'octubre, 1999   | Socorro              | LINEAR        |
| 70670 -       | 1999 TU290             | 10 d'octubre, 1999   | Socorro              | LINEAR        |
| 70671 -       | 1999 TC291             | 10 d'octubre, 1999   | Socorro              | LINEAR        |
| 70672 -       | 1999 TM293             | 12 d'octubre, 1999   | Socorro              | LINEAR        |
| 70673 -       | 1999 TR312             | 5 d'octubre, 1999    | Anderson Mesa        | LONEOS        |
| 70674 -       | 1999 TD320             | 10 d'octubre, 1999   | Socorro              | LINEAR        |
| 70675 -       | 1999 TY321             | 14 d'octubre, 1999   | Socorro              | LINEAR        |
| 70676 -       | 1999 UM                | 16 d'octubre, 1999   | Višnjan Observatory  | K. Korlević   |
| 70677 -       | 1999 UU                | 16 d'octubre, 1999   | Višnjan Observatory  | K. Korlević   |
| 70678 -       | 1999 UB2               | 18 d'octubre, 1999   | Farpoint             | Farpoint      |
| 70679 Urzidil | 1999 UV3               | 30 d'octubre, 1999   | Kleť                 | Kleť          |
| 70680 -       | 1999 UN4               | 31 d'octubre, 1999   | Fountain Hills       | C. W. Juels   |
| 70681 -       | 1999 US4               | 31 d'octubre, 1999   | Ondřejov             | L. Šarounová  |
| 70682 -       | 1999 UN8               | 29 d'octubre, 1999   | Catalina             | CSS           |
| 70683 -       | 1999 UT8               | 29 d'octubre, 1999   | Catalina             | CSS           |
| 70684 -       | 1999 UD9               | 29 d'octubre, 1999   | Catalina             | CSS           |
| 70685 -       | 1999 UR12              | 29 d'octubre, 1999   | Catalina             | CSS           |
| 70686 -       | 1999 UK14              | 29 d'octubre, 1999   | Catalina             | CSS           |
| 70687 -       | 1999 UE15              | 29 d'octubre, 1999   | Catalina             | CSS           |
| 70688 -       | 1999 UZ15              | 29 d'octubre, 1999   | Catalina             | CSS           |
| 70689 -       | 1999 UU16              | 29 d'octubre, 1999   | Catalina             | CSS           |
| 70690 -       | 1999 UF17              | 31 d'octubre, 1999   | Catalina             | CSS           |
| 70691 -       | 1999 UH18              | 30 d'octubre, 1999   | Kitt Peak            | Spacewatch    |
| 70692 -       | 1999 UY19              | 31 d'octubre, 1999   | Kitt Peak            | Spacewatch    |
| 70693 -       | 1999 UR23              | 28 d'octubre, 1999   | Catalina             | CSS           |
| 70694 -       | 1999 US23              | 28 d'octubre, 1999   | Catalina             | CSS           |
| 70695 -       | 1999 UL25              | 29 d'octubre, 1999   | Catalina             | CSS           |
| 70696 -       | 1999 UA26              | 30 d'octubre, 1999   | Catalina             | CSS           |
| 70697 -       | 1999 UR26              | 30 d'octubre, 1999   | Catalina             | CSS           |
| 70698 -       | 1999 UW26              | 30 d'octubre, 1999   | Catalina             | CSS           |
| 70699 -       | 1999 US27              | 30 d'octubre, 1999   | Kitt Peak            | Spacewatch    |
| 70700 -       | 1999 UQ28              | 31 d'octubre, 1999   | Kitt Peak            | Spacewatch    |